# Zonda (Automarke)
Die Industriegruppe Zonda ist ein 1994 gegründeter chinesischer Hersteller von Omnibussen und Anlagen der Automobilindustrie. Sie beschäftigt laut eigenen Angaben am Hauptsitz in Yancheng und 28 weiteren Standorten zusammen mehr als 6900 Mitarbeiter und produziert jährlich über 15.000 Busse.
Das Unternehmen erhielt in Europa starke Medienpräsenz durch die Abmahnung eines Berliner Blogautors, der einen auf Spiegel Online erschienenen Bericht zitierte, in dem über die mutmaßliche Fälschung eines MAN-Modells durch Zonda berichtet wurde. Im Rahmen des Verfahrens, das MAN gegen Zonda anstrengte, wurde Zonda zur Einstellung der Produktion und Schadensersatz verurteilt.